# Mohamed Abdelaal
Mohamed Ali Abdelaal –en árabe, محمد علي عبد العال– (nacido el 23 de julio de 1990) es un deportista egipcio que compite en judo. Ganó una medalla en los Juegos Panafricanos de 2015, y ocho medallas en el Campeonato Africano de Judo entre los años 2013 y 2021.

## Palmarés internacional
| Juegos Panafricanos | Juegos Panafricanos               | Juegos Panafricanos | Juegos Panafricanos |
| Año                 | Lugar                             | Medalla             | Categoría           |
| ------------------- | --------------------------------- | ------------------- | ------------------- |
| 2015                | Brazzaville (República del Congo) | Medalla de oro      | –81 kg              |
| Campeonato Africano |                                   |                     |                     |
| Año                 | Lugar                             | Medalla             | Categoría           |
| 2013                | Maputo (Mozambique)               | Medalla de bronce   | –81 kg              |
| 2015                | Libreville (Gabón)                | Medalla de bronce   | –81 kg              |
| 2016                | Túnez (Túnez)                     | Medalla de oro      | –81 kg              |
| 2017                | Antananarivo (Madagascar)         | Medalla de oro      | –81 kg              |
| 2018                | Túnez (Túnez)                     | Medalla de oro      | –81 kg              |
| 2019                | Ciudad del Cabo (Sudáfrica)       | Medalla de oro      | –81 kg              |
| 2020                | Antananarivo (Madagascar)         | Medalla de plata    | –81 kg              |
| 2021                | Dakar (Senegal)                   | Medalla de bronce   | –81 kg              |

## Mundial de Judo de 2019
En el Campeonato Mundial de Judo de 2019, Mohamed Abdelaal perdió en las semifinales ante el israelí Sagi Muki, quien ganó la medalla de oro después de derrotar al belga Matthias Casse en la categoría masculina de –81 kg. Después de perder su pelea, Abdelaal se negó a estrechar la mano de su oponente israelí. En lugar de inclinarse ante su oponente y estrechar su mano, como es habitual en el judo después de un combate, Abdelaal se volvió abruptamente y se alejó con la cabeza agachada. La falta de deportividad de Abdelaal fue una reminiscencia de los Juegos Olímpicos de Río de Janeiro 2016, donde el yudoca egipcio Islam El-Shehabi fue reprendido por el Comité Olímpico Internacional y enviado a casa desde Brasil después de negarse a estrechar la mano de su oponente israelí, Or Sasson, al final de su pelea en la que el israelí lo derrotó.
Su negativa a estrechar la mano de los opositores israelíes tenía precedentes en las acciones de otro miembro del equipo de Egipto. El yudoca egipcio Ramadan Darwish se había negado a estrecharle la mano a su oponente israelí Ariel Zeevi, otro medallista de bronce olímpico, tanto en el Gran Premio de Yudo de 2011 como en el Gran Premio de Yudo de 2012.